# A Partilha
A Partilha é um filme de comédia dramática brasileiro de 2001, dirigido por Daniel Filho e escrito por ele mesmo, João Emanuel Carneiro e Mark Haskell Smith, baseado na peça teatral homônima de Miguel Falabella. É estrelado por Glória Pires, Andréa Beltrão, Lília Cabral e Paloma Duarte e conta a história de quatro irmãs que se reúnem após a morte da mãe dela para discutir sobre a divisão de bens da família. O elenco secundário é composto por Marcello Antony, Herson Capri, Fernanda Rodrigues, Guta Stresser, Thiago Fragoso e Chica Xavier.
A Partilha foi lançado no Brasil a partir de 8 de junho de 2001 pela Columbia TrisTar. O filme foi recebido, em geral, com críticas mistas que apontaram problemas no roteiro mas elogiaram o desempenho em conjunto das quatro atrizes protagonistas. Foi um sucesso comercial no ano de estreia levando mais de um milhão de pessoas aos cinemas, tendo uma receita de mais de R$ 8,5 milhões, superando seu orçamento de R$ 3 milhões.
O filme recebeu duas indicações na primeira cerimônia de entrega da Academia Brasileira de Cinema do prêmio Grande Otelo, ambas de Melhor Atriz para Andréa Beltrão e Glória Pires. No 7° Prêmio Guarani de Cinema, Glória Pires venceu a categoria de Melhor Atriz por seu desempenho no filme, que ainda recebeu mais três nomeações, incluindo de Melhor Atriz Coadjuvante (Paloma Duarte) e Melhor Roteiro Adaptado.

## Sinopse
Após muito tempo afastadas, quatro irmãs se reencontram durante o enterro da mãe, para fazer um levantamento dos bens da família e rediscutir suas próprias vidas. As divergências são inevitáveis, pois elas seguiram caminhos muito diferentes: Selma, a irmã mais conservadora, está casada com um militar e leva uma vida disciplinada na Tijuca; Regina, é liberada, esotérica, não costuma se reprimir e tem uma visão "alto astral" da vida; Lúcia abandonou um casamento convencional e o filho para viver um grande amor em Paris; e Laura, a caçula, revela-se uma intelectual sisuda e surpreende as irmãs com suas atitudes, sobretudo quando se assume homossexual. Durante o encontro, elas discutem e brigam mas, ao mesmo tempo, relembram os bons tempos passados e descobrem muitas novidades sobre elas mesmas. Ao lado de Bá Toinha, a empregada da família, elas vivem intensamente suas afinidades, seus problemas e suas diferenças.

## Elenco
| Intérprete         | Personagem               |
| ------------------ | ------------------------ |
| Glória Pires       | Selma da Costa           |
| Andréa Beltrão     | Regina da Costa          |
| Lília Cabral       | Lúcia da Costa           |
| Paloma Duarte      | Laura da Costa           |
| Marcello Antony    | Bruno Diegues            |
| Herson Capri       | Luis Fernando Vieira     |
| Fernanda Rodrigues | Simone da Costa Vieira   |
| Chica Xavier       | Bá Toinha                |
| Guta Stresser      | Célia                    |
| Thiago Fragoso     | Maurício da Costa Cabral |
| Dênis Carvalho     | Carlos Cabral            |
| Bianca Castanho    | Angela                   |
| Lui Mendes         | Tonelada                 |
| Cassiano Carneiro  | Empresário do Tonelada   |
| Cininha de Paula   | Comissaria da alfandega  |

## Produção
O filme é baseado na peça de teatro A Partilha, escrita por Miguel Falabella e montada originalmente em 1990. A peça foi um sucesso de público e crítica. Pouco tempo após sua estreia, o diretor Daniel Filho comprou os direitos de adaptação da trama para um projeto futuro no cinema. Ao longo de quase uma década, Daniel mexeu no projeto diversas vezes e até pensou em desistir. Ele conta que o que o fez continuar montando o filme foi ter ouvido de Bruno Barreto que, se Daniel não realizasse o projeto, ele mesmo o faria. Curiosamente, o mesmo ocorreu com os dois com Dona Flor e Seus Dois Maridos (1976), sucesso dirigido por Barreto.
O roteiro preservou muitos aspectos da estrutura textual da peça de 1990 e foi escrito também por Miguel Falabella em conjunto com João Emanuel Carneiro e Mark Haskell Smith. As atrizes da montagem original (Natália do Vale, Arlete Salles, Susana Vieira e Thereza Piffer) não participaram do filme. Glória Pires foi a primeira atriz a ser pensada pelo diretor para o papel de Selma que logo aceitou participar do projeto. Após alguns testes, Lília Cabral, Paloma Duarte e Andréa Beltrão foram as escolhidas para interpretar as demais protagonistas. 
O orçamento do filme, estimado pela Globo Filmes, foi de R$ 3 milhões. Destes, conforme o então Ministério da Cultura do Brasil, a Lereby Filmes, produtora de Daniel Filho, teve autorização para captar cerca de R$ 4,3 milhões por meio de leis de renúncia fiscal, entretanto conseguiu efetivamente apenas R$ 1.198.365,71.
Com coprodução entre Globo Filmes, Lereby Produções e Columbia Tristar, as filmagens de A Partilha foram concluídas em cinco semanas, entre os meses de novembro e dezembro de 2000.[carece de fontes?] A direção musical é assinada por Nelson Motta e a trilha sonora é de Ed Motta.

## Lançamento
O filme foi lançado diretamente no circuito comercial no Brasil em 8 de junho de 2001 com 144 cópias distribuídas por todas as regiões do país.

## Recepção

### Bilheteria
De acordo com dados do Observatório Brasileiro do Cinema e do Audiovisual (OCA), da Ancine, o filme teve um público estimado em 1.449.411 espectadores ao longo de sua exibição nos cinemas gerando uma receita de R$ 8.797.925,00, sendo considerado um sucesso comercial e um dos filmes brasileiros mais vistos em 2001.

### Resposta dos críticos
O filme foi recebido com avaliações mistas entre os críticos especializados. No geral, sofreu críticas em relação ao roteiro por apresentar abordagens ultrapassadas sobre temas como religião e orientação sexual. Escrevendo para o website Cine Set, Camila Henriques disse: "A Partilha tenta pintar um retrato honesto das relações familiares e de tudo o que as cerca, principalmente na forma com que aborda o machismo do personagem de Herson Capri – como não comemorar os xingamentos que Regina finalmente despeja a ele? No fim das contas, a 'dramédia' dirigida por Daniel Filho carrega os resquícios teatrais da obra de Miguel Falabella, mas tem o apoio de quatro grandes atrizes para fazer algo além a partir de um roteiro nem tão complexo assim. E que bom seria se todo drama familiar tivesse uma trégua ao som de Dancin’ Days."

### Prêmios e indicações
| Ano  | Associações                         | Categoria                    | Nomeações                                                | Resultado |
| ---- | ----------------------------------- | ---------------------------- | -------------------------------------------------------- | --------- |
| 2001 | Prêmio Qualidade Brasil - RJ        | Melhor Atriz em Cinema       | Andréa Beltrão (empate com Cássia Kis)                   | Venceu    |
| 2002 | Grande Prêmio do Cinema Brasileiro  | Melhor Atriz                 | Andréa Beltrão                                           | Indicado  |
| 2002 | Grande Prêmio do Cinema Brasileiro  | Melhor Atriz                 | Glória Pires                                             | Indicado  |
| 2002 | Miami Brazilian Film Festival       | Melhor Filme do Júri Popular | Daniel Filho                                             | Venceu    |
| 2002 | Miami Brazilian Film Festival       | Melhor Roteiro               | Daniel Filho, João Emanuel Carneiro e Mark Haskell Smith | Venceu    |
| 2002 | Prêmio Guarani de Cinema Brasileiro | Melhor Atriz                 | Glória Pires                                             | Venceu    |
| 2002 | Prêmio Guarani de Cinema Brasileiro | Melhor Atriz Coadjuvante     | Paloma Duarte                                            | Indicado  |
| 2002 | Prêmio Guarani de Cinema Brasileiro | Melhor Roteiro Adaptado      | João Emanuel Carneiro, Daniel Filho e Mark Haskell Smith | Indicado  |
| 2002 | Prêmio Guarani de Cinema Brasileiro | Melhor Música                | Nelson Motta                                             | Indicado  |